# ヘンリー・アリンガム
ヘンリー・ウィリアム・アリンガム（英: Henry William Allingham、1896年6月6日 - 2009年7月18日）は、イギリスの退役軍人、スーパーセンテナリアン。軍を退役してからも90年生き、死去時点では男性長寿世界一だった。

## 生い立ち

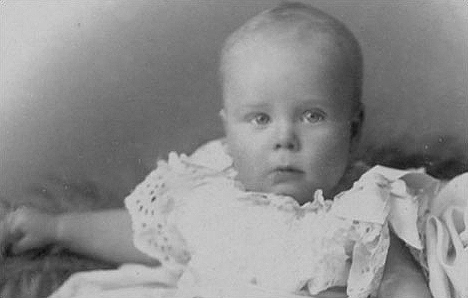
1890年代、幼少期のヘンリー

アリンガムは1896年にロンドンのアッパー・クラプトンで父ヘンリー・トーマス、母アミー・ジェーン（旧姓フォスター）の間に生まれたが、14ヶ月のときに父が結核で29歳で亡くなった。1901年の国勢調査にはウォルサムストウのベルーラム通り23番地に未亡人でクリーニング店女主人の母と彼女の親兄弟と共に暮らしていると記録されている。ヘンリーは母と祖父母によって育てられ、1907年には家族ともどもロンドンのなかでも中心地に近いクラッパムに引っ越した。母は1905年にヒューバート・ジョージ・ヒッグズと再婚したが、クリーニング店は続けた。1911年の国勢調査にはヘンリーと母がランベスのヘイフォード通り21番地で暮らす傍ら、ヒューバートは家庭から離れて車輪工として寄宿生活を送っていると記録されている。ヘンリーは幼少期の思い出として、第二次ボーア戦争から帰還したイギリスの義勇兵を見物したことや1903年から05年ごろにW・G・グレースのクリケットの試合を観戦したことが印象に残っていると語っていた。通っていたロンドン・カウンティ・カウンシル・スクールを卒業すると市内のスミスフィールドにあるセント・バーソロミューズ病院で手術用具づくりの見習いとして働き始めたが、この仕事に面白みを感じられず、自動車の車体をつくる仕事に転職した。

## 第一次大戦

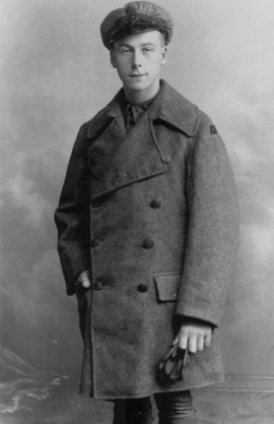
1916年、海軍航空隊の制服を着て

1914年8月、ヘンリーは急使として戦争に参加したいと考えたが、病を患っていた母が反対し家に留まって看病をさせられた。翌年に母が42歳で亡くなるとイギリス海軍航空隊 (RNAS) に志願し、9月21日に航空整備兵となった。彼はロンドンのチングフォードに配属されたが、ケント州のシーアネスで訓練に励んだ。彼のRNASでのシリアルナンバーはRNAS F8317だった。
その後、グレート・ヤーマスの飛行場に配属され機体のメンテナンスを行っていたが、1916年4月13日に当時の国王ジョージ5世が視察に訪れた。国王は機体も視察し、アリンガムは国王としゃべる機会があったがそれを逃してしまい落胆した。また、グレート・ヤーマスよりさらに北にあって夜間飛行を管轄していたノーフォーク州バクトンでも働いていた。また、対潜哨戒としてデリックを使い海面に泊まっている水上機から物資を引き揚げる作業もした。
ユトランド沖海戦の前、アリンガムは海軍のトロール船「キングフィッシャー」を参戦させるよう頼んだ。船には水上機のソッピース タブロイドを搭載させ、ドイツ軍の大洋艦隊を捜索できるようにするつもりだった。しかし、キングフィッシャーはすぐには参戦しなかった。
1917年9月、現在の兵長に当たる地位になったアリンガムは現在の空軍第212戦隊の一員として第一次世界大戦の西部戦線に送り込まれた。この部隊は同戦線に駐留する他の空軍部隊のトレーニング部隊になったが、戦闘作戦に参加したという証言もある。アリンガムがフランス、ノール県のプティット＝シントに到着したとき、イギリス陸軍航空隊 (RFC) とRNASはそろってパッシェンデールの戦いに巻き込まれていた。アリンガムは第一次大戦で最初に航空機に偵察カメラを取り付けた一人になった。同年11月3日、アリンガムはダンケルクの空港に送られ、終戦まで航空機の修理業務に励んだ。彼は後にそこでの陸と海からの砲撃と空からの爆撃を回想していた。
1918年4月1日にRFCとRNASが統合されイギリス空軍 (RAF) が誕生するとアリンガムはそこの所属になった。しかし、それは彼にとって大したことではなく、「あの時はまだ自分自身を海軍の男だと見做していた」とも回想している。空軍ではリガー・アエロ、2等機上整備員という職位に就き、208317という新しいサービスナンバーが与えられた。その後、1919年2月に帰郷し、4月16日に正式に空軍予備隊を除隊になった。
死ぬ数年前になると、アリンガムは空軍創設時のメンバーの生き残りとして知られるようになった。そのことについてアリンガムは「栄誉あることだとも思うしショックでもある」と語っている。

## 大戦の合間

### 職務
予備隊除隊後もアリンガムはエンジニアとして軍に貢献した。彼が発注した会社にはソーンズ・カー・ボディー・メーカーやビッカーズ・ゼネラル・モーターズ、H.J.M.カー・ボディー・ビルダーズなどがある。
1934年にはその数年前に稼動しはじめたフォード・モーターのダゲナム工場で新しい車体のデザインをする職に就き、それが最も長く続いた働き口になった。

### 家庭
アリンガムは1918年にグレート・ヤーマスでドロシー・カトー（1895年 - 1970年）と会い、同年ロンドンのロンフォードで結婚した。1960年には二人そろってサセックス州イーストボーンに転居したが、その後彼女はリンパ性白血病にかかり亡くなった。夫婦の間にはベティ（1920年 - ）とジーン（1923年 - 2001年）の二人の娘がいた。ジーンはアメリカに移住し、2001年に78歳で亡くなった。一方のベティとはドロシーの死後家庭内不和が起こって家を出て行き、アリンガムとのコンタクトを失っていた。それゆえ彼が亡くなる寸前には彼から「もう死んだだろう」と思われていた。しかし、ベティはアリンガムが亡くなった当時89歳で、現在もグロスタシャー州ストラウドで暮らしている。
アリンガムが亡くなったとき、彼には7人の孫と16人のひ孫、14人の玄孫、1人の来孫がいた。

## 第二次大戦
第二次世界大戦中、アリンガムは兵役猶予の状態で数多くの計画に従事した。それらの中で最も重要だったのはドイツ軍の磁気機雷に対抗する効果的な手段を開発することだった。1939年に彼はエセックス州ハリッジの港にそのシステムを送り磁気機雷を相殺しようとした。9日後、彼の目論見はうまくいった。

## 大戦後

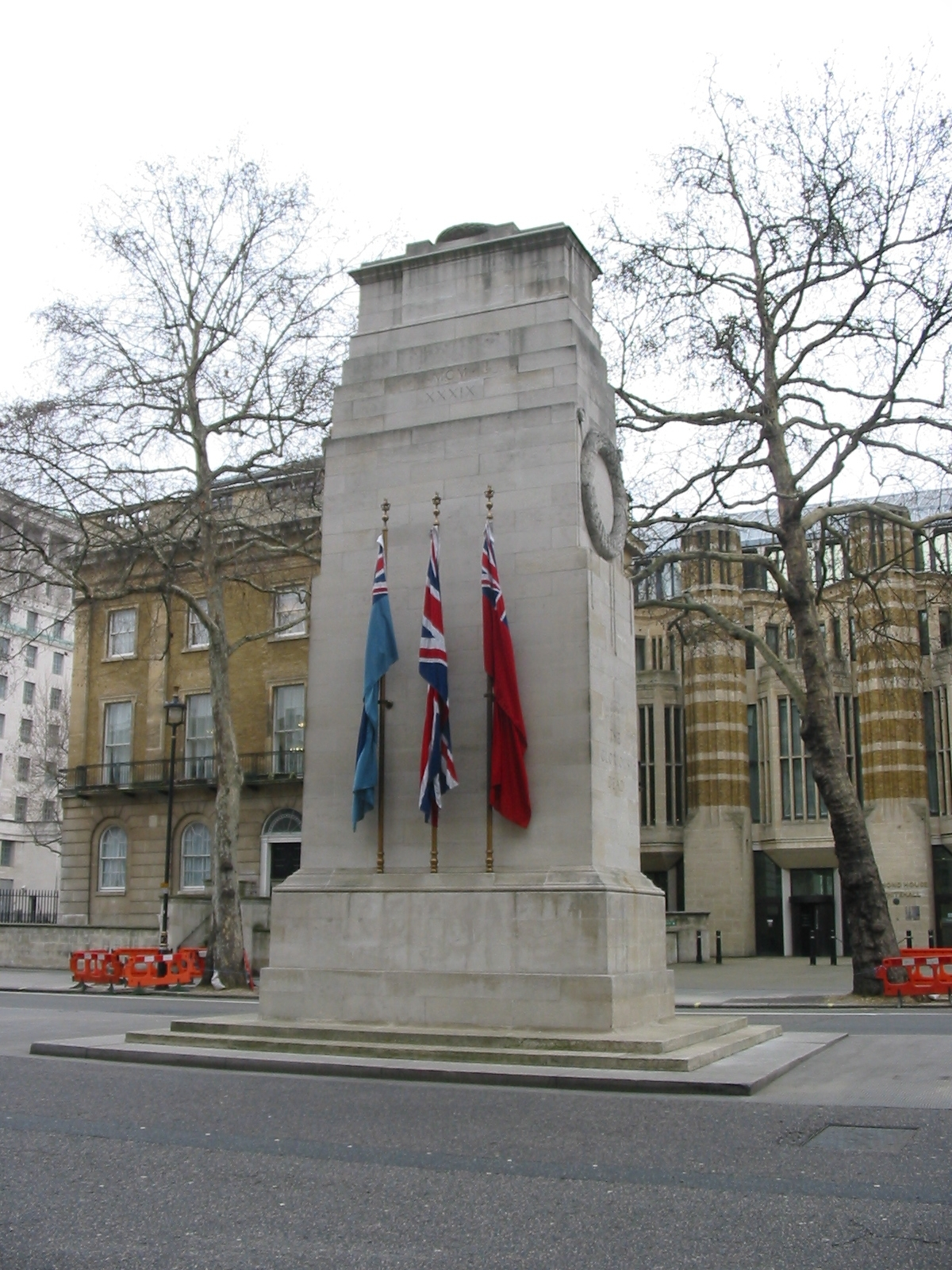
ロンドン、ホワイトホールの世界大戦戦没者慰霊碑

アリンガムは第二次大戦後もフォード向けに新しい車体のデザインを開発し続け、1960年に退職した。2001年には後々の世代が第一次大戦を忘れないためにそのエピソードを伝える重要な役割を果たすようになった。2003年10月16日にロイヤル・ブリティッシュ・リージョンが催すポピー・アピール（戦争で負傷した人やその家族のための募金活動。毎年行われる）が始まると、彼はモデルのネル・マカンドリューと共に軽巡洋艦「ベルファスト」に乗艦した。そのときアリンガムは「彼ら（兵士）はみな国に貢献した。私は彼らに借りがある、私たちはみな借りがある」と語った。
2004年8月4日にロンドン、ホワイトホールの世界大戦戦没者慰霊碑で行われた第一次大戦の英国参戦90周年式典には、ほかの第一次大戦の3人の生き残り（ウィリアム・ストーン、フレッド・ロイド、ジョン・オーバーン）とともに出席した。2005年の休戦記念日曜日（毎年11月11日の休戦記念日に一番近い日曜日）には慰霊碑の前を行進し、休戦記念日にはフランス、サン＝オメールにある記念碑にリースを手向けた。翌年の同パレードには出席しなかったため、これは第一次大戦の退役軍人が参加した最後の行進になり、その時代の終わりを印象付けた。
RNASのメンバーの最後の生き残り、またRAFの創設時のメンバーの生き残りとして、アリンガムは2004年9月11日にフランスのサン＝オメールで開かれたイギリス航空隊記念碑の除幕式の栄誉あるゲストとなった。また、空軍の技術研修生らがイーストボーンにある彼の退職者用ホームを訪れ、90歳も年の離れた同業者が一堂に会した。そのときアリンガムはサン＝オメールの栄誉市民を示すゴールド勲章を与えられた。
2005年11月には国際ホログラフィック・ポートレート・アーカイブから自身のホログラフィック・ポートレートの作成を打診され、翌月に一族によってつくられた。それと時を同じくして、巡洋艦「ベルファスト」にあるロンドンの水上海軍博物館が「ユトランドの幻」 (Ghosts of Jutland) という題の展示会を計画していた。そのときこの博物館にも彼のポートレートのコピーが寄贈され、オープニングで除幕式が行われた。
2006年4月21日、アリンガムはイーストボーンの市長より栄誉市民の称号を授かった。彼は5月までそこに住んでいたが、110歳の誕生日の一ヶ月前に視力の衰えを考慮して目の不自由な退役軍人のための施設があるブライトン近郊のオービンディーンに転居した。また、伝えられるところによると彼は視力は衰えてもすこぶる健康で、記憶力と会話力は訪問者の注目の的だった。7月1日、アリンガムはソンムの戦いで行方不明になった兵士たちを悼む記念式典に出席したが、11月11日にはサン＝オメールで開かれた式典に出席していたためイギリスの国民追悼の日のパレードには出席しなかった。
2007年4月18日には学生たちの第一次大戦に関する質問に答えるためスタッフォードシャー州タムワースにあるウィルコート高校を訪れた。学生たちはあらかじめ退役軍人についての質問を書いた手紙をアリンガム宛に送っていた。同年10月にはプライド・オブ・ブリテン・アワーズ（Pride of Britain Awards、イギリスの誇り賞の意）を受賞した。110歳のうちに彼はザ・オバールというクリケット場への訪問など60回以上も公の場に姿を現した。
111歳の誕生日にはポーツマスに停泊していた戦列艦「ヴィクトリー」の艦上で、海兵隊がセレナーデを奏でる中祝福された。そのときの心境について問われると「私は今日とは違った明日を見ることに満足している。それはいくつのときも同じだったが、一日はみな異なっている。私はお祝い事を楽しみにして生きるのが楽しい。まさか111歳まで生きるとは思わなかった」と話している。
2008年4月1日の空軍創立90周年にはハンプシャー州オディハムに駐留する空軍の祝賀イベントに栄誉あるゲストとして招かれた。そのとき、彼はすでに空軍創設時のメンバーのただ一人の生き残りになっていた。
112歳の誕生日にはリンカンシャー州クランウェルに駐留する空軍の昼食会に栄誉あるゲストとして招かれた。バトルオブブリテン記念フライトによるパレード飛行も行われ、二機がアクロバティック飛行を披露した。2008年6月の国立復員軍人の日には彼の個人的な希望により、BAEシステムズの所有するユーロファイター タイフーンのガイドツアーに参加した。
2008年9月23日、アリンガムはロンドンのイギリス空軍クラブのイベントで、デニス・グッドウィンと共著で自身の人生についてまとめた本を出版した。さらに、同年11月11日の第一次大戦終戦90周年式典には同じ第一次大戦の生き残りのハリー・パッチ、ビル・ストーンとともにロンドンの世界大戦戦没者記念碑の前に記念のリースを手向けた。11月18日にはボーイスカウト協会に本来より100歳も年上で加入し、少年として地元のグループで6週間過ごすことができた。
彼の113歳の誕生日は海軍の主催でスループ船「プレジデント」で行われた。彼は第一海軍卿のジョナソン・バンドから署名入りのバースデーカードを受け取り、アグスタウェストランド リンクスが上空を飛行するなか車椅子に座った。長寿の秘訣について問われると「分からないが、できる限りのよい行いをすればいいのではないか」と答えた。

## 長寿
アリンガムはタバコ、ウィスキー、野蛮な女、ユーモアのセンスのよさを長寿の秘訣としていた。
2006年11月10日にフランスのモーリス・フロケが死ぬとヨーロッパ最高齢の男性になった。2007年11月1日にはジョージ・フレデリック・アイブスの持っていたイギリス軍関係者の最高齢記録（111歳146日）を破り、イギリスの第一次大戦の最高齢の退役軍人になった。
アリンガムは数年間、イングランド最高齢の人物だった。彼がその点でギネス・ワールド・レコーズから認定されたのは2007年1月のことだった。2009年3月29日にはイギリスの男性の史上最高齢になった。その年の6月19日には日本の田鍋友時が死去し、世界最高齢の男性と第一次大戦の退役軍人の世界最高齢になった。アリンガムが死ぬと、世界最高齢男性の座はアメリカ・モンタナ州のウォルター・ブルーニングに明け渡された。
第一次大戦の退役軍人が減っていくにつれて、最後の退役軍人は国葬で弔おうとの声が次第に高まっていった。2006年6月27日に女王陛下行政府がこの提案に賛同したことで、国立記念サービスはウェストミンスター寺院を国葬の場として提供すると発表した。この発表に先立ち、アリンガムは「将来のことは考えないようにしている」と話していたが、「私は気にしない―それが私ではない限りね」とも言っていた。6月14日には国会議員のトム・ワトソンが単に一個人としてではなく戦争で戦った者を全世代で追悼するという国葬の趣旨をアリンガム宛の手紙で説明した。
アリンガムと同じく大変長生きしたイギリスの退役軍人、ハリー・パッチは著書「ザ・ラスト・ファイティング・トミー」で、アリンガムは医科学によって自分の体を残そうとしていたと指摘した。また、アリンガム自身もデニス・グッドウィンと共著の「キッチナーズ・ラスト・ボランティア」の中で医科学によって自分の体を残そうとしていると述べていた。しかしデニス・グッドウィンの説得により彼の気持ちは動き、第一次大戦の象徴になることを決めた。これにより、彼は葬儀と火葬に同意した。

### 年表（長寿記録）
- 2003年7月20日 - ジャック・デイビスの死去により存命中の男性のうちイギリス最高齢となる。
- 2009年3月29日 - 1990年に112歳295日で死去したウェールズのジョン・エバンスを抜いて男性でイギリス史上最高齢となる。
- 2009年6月19日 - 日本（宮崎県）の田鍋友時の死去により世界最高齢の男性となる。
- 2009年7月18日 - 113歳42日で死去。

## 受賞

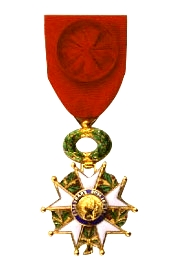
2009年に受章したレジオンドヌール勲章のオフィシエ

アリンガムは生前に4個の勲章・記章を授与された。そのうち2つは第一次大戦の記章であるブリティッシュ・ウォーメダル（第一次大戦の従軍章）とヴィクトリー・メダル（戦捷記章）である。戦捷記章が単独で授与されることはなく、必ずブリティッシュ・ウォーメダルとセットで授与されたため、これら2つの記章の組み合わせは「マット・アンド・ジェフ」と呼ばれた（これに戦役従事の星章を加えたものは「トリオ」と呼ばれる）。実はこの2つの記章は国防省によって取り替えられたもので、オリジナルは第二次大戦のロンドン大空襲で壊してしまったと最近の世界大戦戦没者記念碑でのパレードで分かった。残る2つは外国のものである。1つはフランスの最高勲章であるレジオンドヌール勲章で、2003年にシュヴァリエを受章し、2009年にはオフィシエに昇格した。
もう1つは首にかけるタイプのサン＝オメール黄金メダルで、2004年9月11日にサン＝オメールのフリーダム・オブ・ザ・タウンにて与えられた。
前述の勲章のほかに、アリンガムはプライド・オブ・ブリテン・アワーズや艦隊航空隊の名誉会員など、いくつかの賞と名誉会員の称号を授かった。2008年12月19日には機械技術者協会 (IMechE) から公認技術者の称号を授かった。
アリンガムはこの受賞について「エンジニアの道を選んでからずっと、私は公認技術者になることを望んできたが、まだ若かったうちはそれはもたらされなかった。それが私に授けられるとは夢にも思わなかった。この表彰で生涯を通しての目標を達成できた。この賞を与えてくれた協会に多大なる感謝をささげる」と話している。
これに続き、2009年5月22日にはサウサンプトンソレント大学学長の元第一海軍卿アラン・ウェストから工学の名誉博士号を授かった。アリンガムが二度の大戦でイギリスと連合国側に貢献したことと、彼の継続的な慈善活動を称えて　というのが受賞理由だった。
その他、イーストボーン名誉市民、サン＝オメール名誉市民、ブライトン名誉市民の称号も得ている。

## 死と葬儀

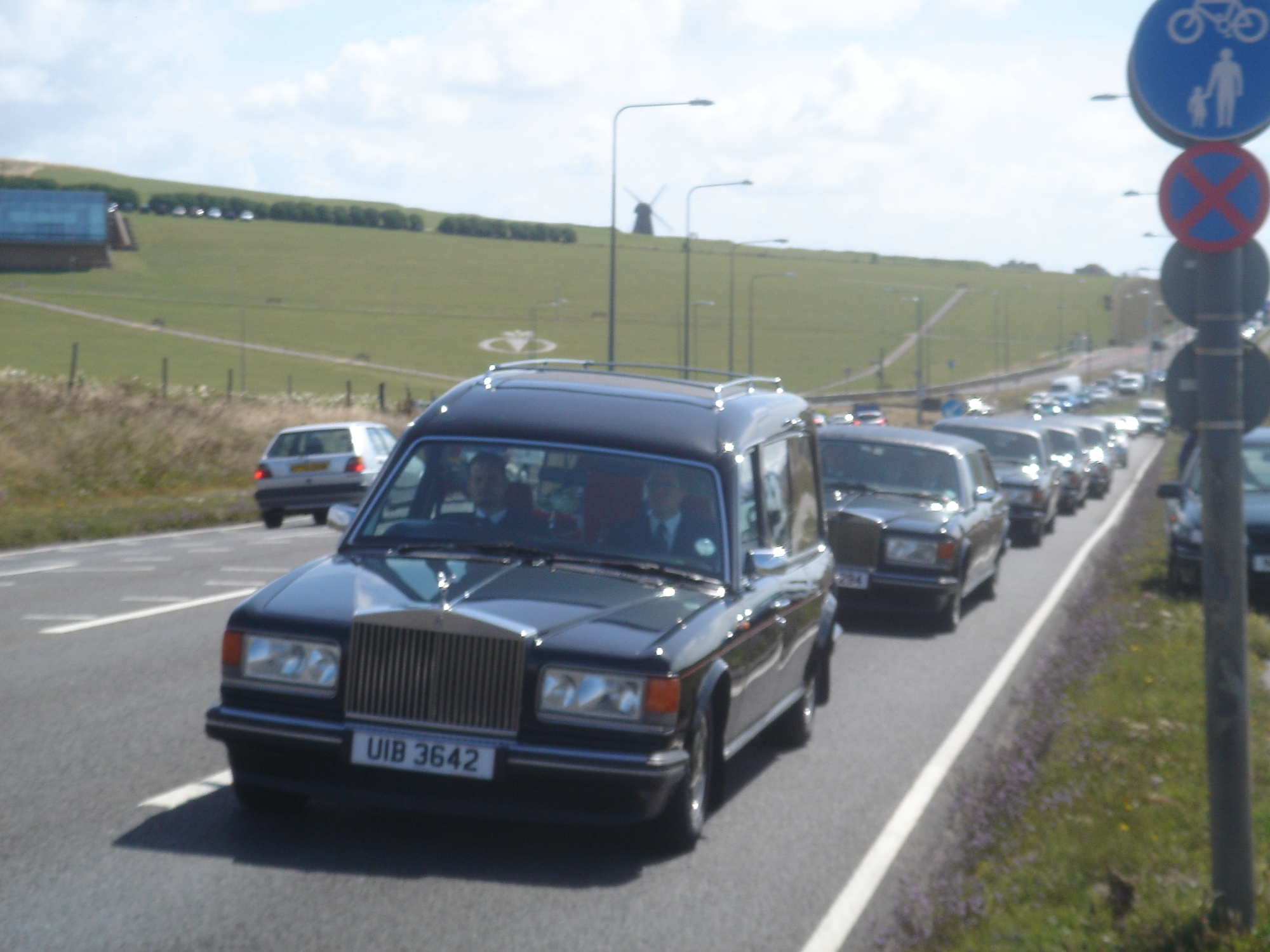
介護施設から葬儀会場の教会へ移動する、柩を載せた車列

2009年7月18日午前3時10分、アリンガムは老衰のためブライトン近郊のオービンディーンにある介護施設で亡くなった。113歳と42日だった。彼の葬儀は7月30日の正午にブライトンの聖ニコラス教会で陸海空軍あわせての軍葬という形で執り行われた。柩は3人の海軍船員と3人の空軍飛行士によって運ばれた。葬儀に先立ち、海軍と空軍のチェンジ・リンギング協会によって教会の鐘が15分間鳴らされ、付近に鐘の音がとどろいた。葬儀にはエリザベス2世の代理で王室のビアギッテ夫人が参列したほか、ケバン・ジョーンズ国防相、海軍を代表してエイドリアン・ジョーンズ中将、空軍を代表してピーター・ダイ少将も参列した。娘のベティ・ハンキン（当時89歳）も家族を連れて参列した。第一次大戦で使われていた5機のレプリカのパレード飛行が行われ、イギリス人とフランス人から成るラッパ隊によって軍で起床と消灯のときに鳴らされる曲が演奏された。彼の没時の年齢に合わせて教会の鐘が113回鳴らされた。
桂冠詩人のキャロル・アン・ダフィーは、BBCに依頼されてアリンガムとハリー・パッチ（アリンガムの7日後に亡くなった）の死を悼んだ「ラスト・ポスト」（軍において消灯の際に鳴らされる曲のタイトル）という題の詩を書いた。この詩はアリンガムの葬儀の日にBBCラジオ4の「トゥデイ」という番組でダフィーによって朗読された。

## 著書
- Allingham, Henry; Goodwin, Denis (2008). Kitchener's Last Volunteer. Mainstream Publishing. ISBN 9781845964160

## 参考資料
- Duckers, Peter (2009). British Military Medals - A Guide for the Collector and Family Historian. South Yorkshire: Pen & Sword Books Ltd. ISBN 978-1-84415-960-4